# Sophie de Fürst
Sophie de Fürst (Granville, 30 maggio 1986) è un'attrice francese. Ha interpretato il tenente Emma Tomasi nella serie Profilage dal 2015 al 2018.

## Biografia
Sophie de Fürst comincia la sua carriera all'età di 15 anni nei caffè-teatro . Fa molti lavori saltuari per potersi mantenere. Nel 2009, ottiene il suo primo ruolo televisivo nella serie The Judge is a Woman. In seguito alterna piccoli ruoli in televisione e in teatro . Sostiene i suoi primi passi nel cinema nel 2012, in L'Oncle Charles sotto la regia di Étienne Chatiliez . Nel 2015, ottiene il suo primo ruolo ricorrente in televisione interpretando il tenente Emma Tomasi nella serie Profiling, succedendo così a Vanessa Valence .
Ha inoltre scritto e diretto uno one-woman-show con Paul Jeanson e Romain Cottard .
Ha una figlia di nome Marla, nata il 4 dicembre 2018 .

## Filmografia

### Cinema
- 2012 : Zio Charles di Étienne Chatiliez : Élodie
- 2014 : Con tutte le nostre forze di Nils Tavernier : Sophie Amblard
- 2015 : Quanto dista di Orelsan e Christophe Offenstein : Pauline
- 2015 : Cézanne e io di Danièle Thompson : Berthe
- 2019 : Edmondo di Alexis Michalik : la collega di Jeanne
- 2022 : La degustazione di Ivan Calbérac : madre che partorisce

### Televisione
- 2010 : Alice Nevers, le juge est une femme, épisode Risque majeur, réalisé par François Velle : Léa Castro
- 2010 : La Loi de mon pays de Dominique Ladoge : Catherine
- 2011 : Dans la peau d'une grande de Pascal Lahmani : Olivia, jeune
- 2011 : Insoupçonnable de Benoît d'Aubert : Guillemette
- 2011 : Les Leçons de cinéma de Juliette Nioré
- 2011 : Fais-toi plaisir de Simon Astier
- 2011 : Prise de tête de Bruno Garcia
- 2012 : Moi à ton âge de Bruno Garcia : Fanny
- 2013 : Enquêtes réservées, épisode Morte saison, réalisé par Jérôme Portheault : Clarisse Monnet
- 2014 : La Malédiction de Julia de Bruno Garcia : Esther
- 2014 : Deux flics sur les docks, épisode Une si jolie mort, réalisé par Edwin Baily : Rachel Berger, la victime
- 2015 - 2018 : Profilage, saisons 6 à 8 (apparition dans la saison 9) : lieutenant puis capitaine Emma Tomasi
- 2015 : Le Sang de la vigne, épisode Un coup de rosé bien frappé, réalisé par Régis Musset : Manon Rigaud
- 2015 : Les Super Pop (mini-série), épisode Wonder Woman chez le psy..., réalisé par Julie Rohart
- 2017 : Le Tueur du lac de Jérôme Cornuau
- 2017 : Nina, épisode Les Désenchantés réalisé par Jérome Portheault : Sophie
- 2019 : Cassandre, épisode Secret assassin réalisé par Sylvie Ayme : Mathilde Bauer
- 2020 : Derby Girl : Jennifer Martin
- 2020 : Meurtres dans les Trois Vallées : Chloë
- 2021 : Service volé de Jérôme Foulon : Christelle
- 2022 : Rendez-vous avec le crime de Méliane Marcaggi : Lila
- 2022 : Répercussions de Virginie Wagon : Julie

### Cortometraggi
- 2010 : Gli inseparabili di Fabrice Bracq : Céline
- 2014 : Un caffè, allungato di Bertrand de Fürst e Jean-Baptiste Dureau
- 2015 : L'infermiera di Bastien Bernini
- 2015 : Sono orientata di Olivier Riche : La consulente d’orientamento
- 2015 : Io sono l'ombra dei miei desideri di David Merlin-Dufey
- 2015 : Moon di Vincent De Oliveira
- 2015 : Il guru della fortuna di Thomas Scohy
- 2015 : G.E.I.S.T. di Michael Paris
- 2016 : Io sono l'ombra di una fiamma di Olivier Riche e David Merlin-Dufey
- 2017 : Silenzio di Thibaud Lomenech e Léo Cannone

### Web-series
- 2010 : Non posso credere ai miei occhi di Henri Poulain : Christie
- 2015 : Parigi, un giorno di... di Baya Rehaz, Gilles Guerraz e Bastien Bernini

### Doppiaggio
- 2014 : Mune - Il guardiano della luna di Benoît Philippon e Alexandre Heboyan

## Teatro
- 2005 : Il Museo di Jean-Michel Ribes, diretto da Janine Berdin
- 2005 : Le bon Bourgeois di René de Obaldia, regia di Janine Berdin
- 2006 : Gli anni '30
- 2007 : Il vento tra i rami di sassofrasso, regia di Thomas Mariani
- 2007 - 2008 : Romeo e Giulietta di William Shakespeare, regia di Denis Llorca
- 2009 - 2010 : La scuola femminile di Molière, regia di Anne Coutureau
- 2011 : Ho sempre sognato di essere una stronza di C. Aubert, diretto da Arnaud Pfeiffer
- 2012 - 2013 : Betty Colls di Paul Jeanson, da lui diretto, Ciné 13 Théâtre e Théâtre de Belleville
- 2014 : Pfffff - Capsules di Romain Cottard e Paul Jeanson, regia di Noam Morgensztern, Ciné 13 Théâtre
- 2015 - 2016 : Chienlit di Alexandre Markoff, Teatro 13